# Anna Rudolf
Anna Rudolf est une joueuse d'échecs hongroise née le 12 novembre 1987 à Miskolc.
Au 1er septembre 2017, elle est la neuvième joueuse hongroise avec un classement Elo de 2 286 points.

## Biographie et carrière
Grand maître international féminin depuis 2008, Anna Rudolf a remporté trois fois le championnat de Hongrie (en 2008, 2010 et 2011). Elle a obtenu le titre mixte de Maître international depuis 2015. 
Lors du tournoi d'échecs open de Vandœuvre de 2007, elle battit le grand maître français Christian Bauer lors de la deuxième ronde. Finalement, elle marqua 6 points sur 9, finit neuvième sur les 107 joueurs du tournoi et réalisa sa première norme de maître international.

## Compétitions par équipe
Avec la Hongrie, Anna Rudolf a participé aux olympiades féminines de 2008, 2010 et 2012 et aux championnats d'Europe par équipe de 2009, 2011, 2013 et 2015.
Elle a remporté la médaille de bronze par équipe lors de la Coupe Mitropa de 2010 (elle jouait au premier échiquier) et la médaille d'or par équipe en 2015 (elle était remplaçante).

## Réseaux sociaux
En 2020, elle était, parmi les femmes, la joueuse d'échecs la plus influente sur le réseau social Twitch, devant Anna Cramling Bellon notamment.